# Raymond de Toulouse
Raymond de Toulouse ou Raymond Gayrard (Toulouse, première moitié du XIe siècle - 3 juillet 1118) était un chrétien laïc qui a consacré sa fortune à la charité. Devenu chanoine, il a dirigé les œuvres architecturales de l'actuelle basilique Saint Sernin, à l'époque de l'art roman. Il est vénéré comme saint par l'Église catholique ; fête le 3 juillet. 

## Biographie
Raymond Gayrard, d'origine modeste, a fait ses études au monastère de Saint-Sernin où il obtint l'office de chantre. Il s'est marié et, devenu veuf quelques années plus tard, il s'est consacré à la vie religieuse en restant chaste et se mettant au service des nécessiteux. Il n'hésita pas à répartir en leur faveur les rentes de ses propriétés.
Il a aussi consacré une part de sa fortune à la construction de deux ponts sur l'Hers. Il a été nommé chanoine de la basilique Saint-Sernin, maître de son école et prévôt de l'abbaye annexe. L'affluence des pèlerins sur la tombe de saint Saturnin de Toulouse fit que la basilique ancienne devint trop petite. Afin que les pèlerins pussent disposer d'un bâtiment plus adapté, Raymond, déjà chanoine, a destiné des ressources à la construction de la nouvelle basilique (l'actuelle) Saint-Sernin, dont les travaux ont commencé vers 1078. Raymond a été l'operarius ou directeur des travaux. En 1096, le pape Urbain II a consacré l'église, encore inachevée, mais avec le transept et la façade terminés. À la mort de Raymond, une bonne part des nefs latérales et une partie de la nef centrale, à la hauteur des fenêtres, étaient débâties pour changement de style et utilisation progressive de la brique.  

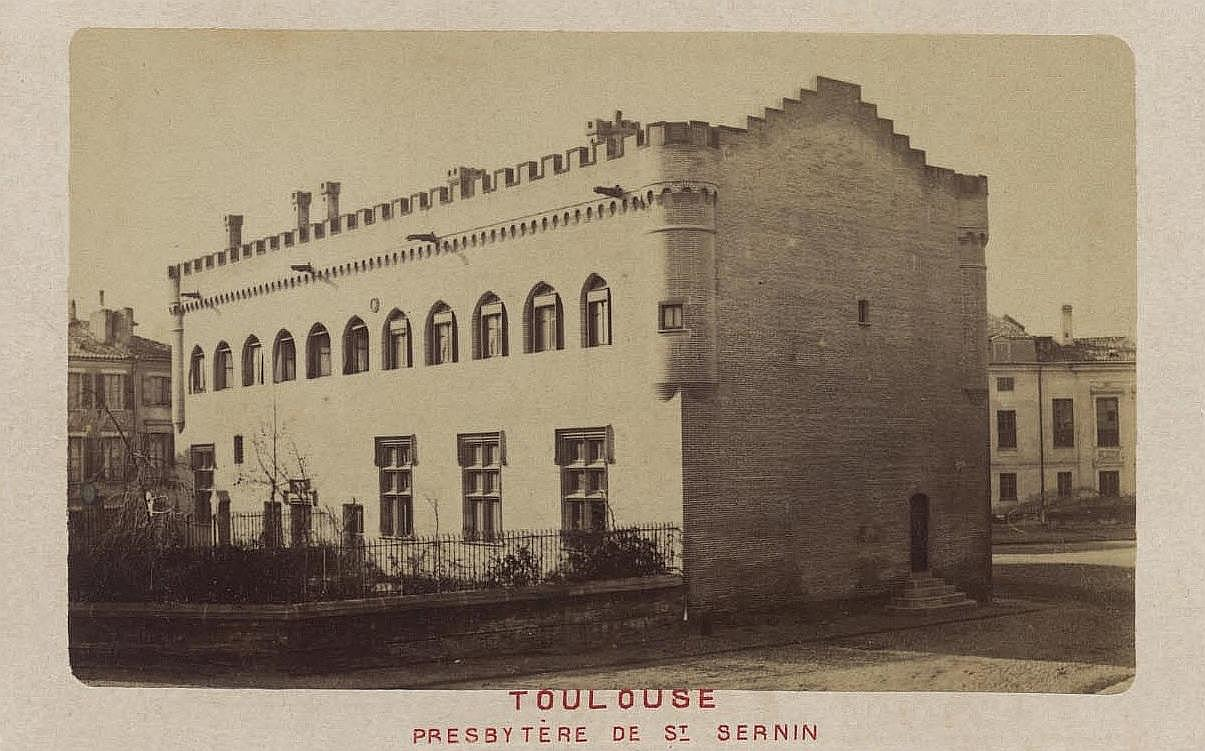
L'ancien hôpital de saint Raymond en 1880 qui servait alors de presbytère.

Entre 1071 et 1080, il a fondé un hôpital pour les malades pauvres et les pèlerins de Saint-Jacques de Compostelle dans un bâtiment offert par un particulier, le Père Benézet, et réussit à ce que l'évêque Isarn et le comte Guillaume de Toulouse assignent des rentes pour le financer. L'hôpital devint ultérieurement le Collège Saint-Raymond, en devenant une institution importante de la ville. Réservé en priorité aux étudiants pauvres de l'université de Toulouse, il dura jusqu'à la Révolution française. Après une restauration par Viollet-le-Duc, il abrite désormais le musée d'Archéologie de Toulouse.

## Mort et vénération
Il est mort à Toulouse le 3 juillet 1118. Selon son vœu, il est enterré dans la chapelle de l'hôpital qu'il avait fondé et qui prirent son nom dès 1122. Rapidement on lui attribua des miracles par son intercession, et il a été canonisé en étant reconnu comme le bienfaiteur saint Raymond de Toulouse.